# アンリ2世 (ナミュール侯)
アンリ2世（フランス語：Henri II, 1206年 - 1229年）は、ナミュール侯（在位：1226年 - 1229年）。

## 生涯
アンリ2世はラテン皇帝ピエール2世・ド・クルトネーとヨランド・ド・エノーの三男である。1226年に長兄ナミュール侯フィリップ2世が嗣子なく死去したとき、次兄ロベールはすでにラテン帝国の皇帝の座にあり、アンリ2世がナミュール侯位を継承した。このとき、アンリ2世はクシー領主アンゲラン3世の後見のもとフランスに滞在していた。
1228年に次兄ロベールが死去したとき、アンリ2世はラテン皇帝位を継承せず、弟ボードゥアンが皇帝となった。
1年後の1229年にアンリ2世は嗣子なく死去し、ヴィアンデン伯アンリ1世と結婚していた姉マルグリットがナミュール侯位を継承した。